# 발쿠르섬 전투
발쿠르 섬 전투(영어: Battle of Valcour Island) 또는 발쿠르 만 전투(영어: Battle of Valcour Bay)는 미국 독립 전쟁 중 1776년 10월 11일부터 13일까지 뉴욕 식민지의 북부 샹플레인 호수에서 벌어진 수상 전투이다. 발쿠르 섬은 샹플레인 호수에서 네번 째로 큰 섬이며, 호수의 중앙부 서쪽 근처에 위치한다. 수상전은 발쿠르 섬과 뉴욕 본토 사이의 바다에서 벌어졌다. 일반적으로 미국 해군의 첫 수상전으로 간주되고 있다. 베네딕트 아놀드가 지휘한 대륙군 측의 함선은 대부분이 나포되거나 파괴되었지만, 결과적으로 영국군이 목표로 한 북부에서 새러토가 방면 침공 작전을 1년 늦추게 되기 때문에, 대륙군의 전략 승리로 간주할 수 있다.
대륙군은 1761년 6월 영국군이 대규모로 보강된 후에 퀘벡에서 타이컨더로가 요새와 크라운 포인트 요새로 후퇴하였다. 대륙군은 1776년 여름을 이들 요새를 보강하며 보냈고, 이미 호수에 소규모 군단을 꾸린 미국 함대에 교전을 위해 배를 추가로 건조하였다. 칼턴은 세인트진 요새에 9000명의 정규군을 보유하고 있었지만, 호수로 그 병력을 이동시키려면 함대를 꾸릴 필요가 있었다. 대륙군이 퇴각을 하면서, 호수 위의 대부분의 배들을 가져갔거나 또는 불태웠기 때문이다. 10월초경 화력에서 앞선 영국 함대는 출진 준비를 마쳤다.
10월 11일, 아놀드는 함대를 이끌고 그들의 잇점을 제한하기 위해 그가 조심스럽게 선택한 위치로 갔다. 이어진 전투에서 많은 미국군 배들이 손상되거나 파괴되었다. 그날 밤 아놀드는 조심스레 영국군 함대를 지나쳐 크라운 포인트와 타이컨더로가 방면으로 퇴각하였다. 그러나 악천후 때문에 퇴각은 쉽지 않았고, 많은 함대가 크라운 포인트에 도달하기도 전에 나포되거나, 상륙하거나 불탔다. 아놀드가 크라운 포인트에 도착하자마자 요새 건물을 불태우고, 타이컨더로가 요새로 퇴각했다.
영국 함대는 이후 영국 해군의 제독이 되는 토마스 프링글, 제임스 다크레스, 에드워드 펠레우, 존 생크, 4명의 장교를 보유하고 있었다. 전쟁터였던 발쿠르 만은 현재 국립 역사 랜드마크가 되었고, 10월 11일 전투 직후 침몰되어, 1935년 인양된 ‘필라델피아 함’(USS Philadelphia)도 마찬가지이다. 스핏파이어 함(USS Spitfire)이 있던 수중 지역도 1997년에 국립 유적 등록지가 되었다.

## 배경
1775년 4월 렉싱턴 콩코드 전투로 시작되었던 미국 독립 전쟁은 1775년 9월 대륙군이 영국령 퀘빅 지방으로 침공을 하면서 확전되었다. 1775년 가을부터 1776년 여름에 걸쳐 진행된 대륙군의 캐나다 침공 작전은 대륙군의 실패로 끝나고 영국군 캐나다 방면 군을 지휘하는 가이 칼튼은 철수하는 대륙군을 역공하여 6월에는 몬트리올을 수복했다.

## 같이 보기
- 미국 독립 전쟁의 전투 목록
- 미국 독립 전쟁